# Relações entre Estados Unidos e Ucrânia
As relações Estados Unidos-Ucrânia são as relações diplomáticas estabelecidas entre os Estados Unidos e a Ucrânia. Os Estados Unidos reconheceram oficialmente a independência de Ucrânia o 25 de dezembro de 1991. Estados Unidos converteu seu consulado na capital, Kiev, em embaixada no dia 21 de janeiro de 1992. 
Em 2002 as relações entre os Estados Unidos e Ucrânia ao revelar-se uma suposta transferência de um sofisticado sistema de defesa ucraniano ao Iraque baazista de Saddam Hussein.
O Embaixador dos Estados Unidos a Ucrânia é Marie L. Yovanovitch, o sétimo embaixador dos Estados Unidos desde a independência de Ucrânia.
Estados Unidos apoia a candidatura de Ucrânia para unir-se à OTAN apesar da desaprovação da Rússia.
Segundo documentos descobertos durante a Filtragem de documentos diplomáticos dos Estados Unidos diplomáticos de Estados Unidos defendem a soberania ucraniana em reuniões com outros diplomatas.

## História das relações
Durante o movimento de independência de Ucrânia, o então presidente George H.W. Bush fez um discurso crítico com o movimento.Não obstante, posteriormente os Estados Unidos reconheceram a Ucrânia independente, abriram uma embaixada em Kiev e estabeleceram relações cordiais e estratégicas com Ucrânia. Os governos estadounidenses animaram ao ucraniano a converter sua economia planificada numa economia de mercado.
As relações bilaterais sofreram um revés transitório em setembro de 2002 quando a administração de George W. Bush acusou ao presidente ucraniano Leonid Kuchma de ter autorizado em julho de 2000, o envio de um sensor passivo do Sistema de alerta temporã de Kolchuga ao Iraque baazista de Saddam Hussein. O governo de Ucrânia negou os factos. 
A Revolução Laranja de Ucrânia de 2004-2005 levou a uma cooperação mais estreita entre Ucrânia e os Estados Unidos, e ao aumento substancial da ajuda econômica estadunidense.
A vitória de Viktor Yanukovich nas eleições presidenciais de 2010 conduziu a uma deterioração das relações com EE. UU., que nos anos anteriores tinha apoiado a uma política rival, Yulia Tymoshenko. Ao ser encarcerada Tymoshenko em 2012, o Comitê de Relações Exteriores do Senado dos Estados Unidos exigiu sua libertação incondicional, e solicitou a OTAN que suspendesse toda o apoio com a Ucrânia.
Em fevereiro de 2014, Estados Unidos prestou seu apoio à Euromaidan, que depôs Yanúkovic e levou ao poder o nacionalista Petro Poroshenko. A vice-secretária de estado dos Estados Unidos, Victoria Nuland, forneceu instruções a sua embaixada em Kiev sobre que políticos locais favorecer.Enquanto desatava-se a guerra do Dombás entre separatistas pró-russos e o governo central ucraniano, em 2015 a CIA começou a treinar as forças de elite ucranianas discretamente, para que, em caso de invasão russa, empreendessem uma guerrilha.

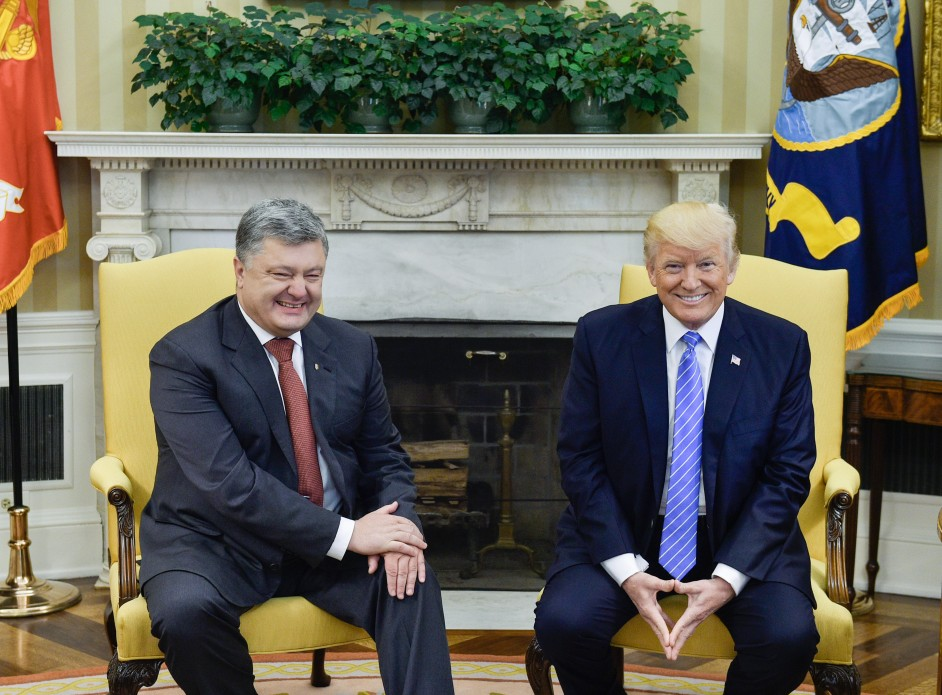
O ex-presidente da Ucrânia Petro Poroshenko com o presidente dos Estados Unidos Donald Trump na Casa Branca, junho de 2017.

Durante a primeira presidência de Donald Trump, em 8 de junho de 2017, lançou-se um artefato explosivo na embaixada dos Estados Unidos em Kiev, e em dezembro do mesmo ano, os Estados Unidos concordaram em fornecer a Ucrânia armas mais destrutivas, incluindo mísseis antitanque Javelin, resultando em um protesto diplomático na Rússia.

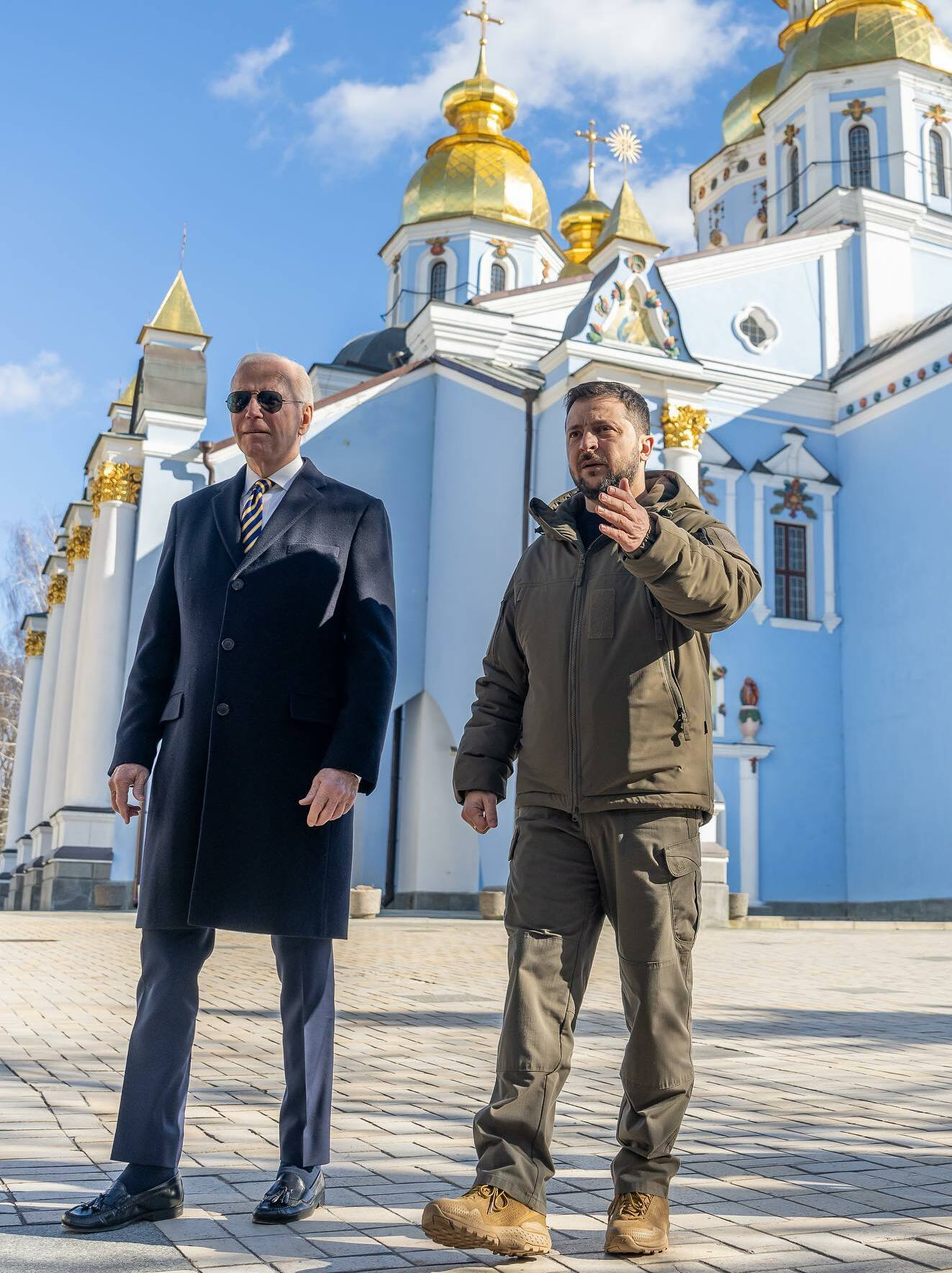
Joe Biden visitando Kiev em 2023 durante a guerra russo-ucraniana.

A presidência de Joe Biden adotou uma postura mais intervencionista na Ucrânia e mais rígida em frente a Rússia. Em agosto de 2021, Biden decretou o envio de armamentos a Ucrânia no valor de US$ 60 milhões.Biden compareceu em uma reunião em em dezembro de 2021 com o presidente russo Vladimir Putin e tratou de acalmar sua inquietude sobre a expansão da OTAN, argumentando que era pouco provável que a Ucrânia fosse aceita como membro. Putin propôs um tratado de paz com Estados Unidos que pusesse fim à expansão da organização. Biden recusou e optou por acelerar as entregas de armas a Ucrânia e os preparativos para a guerra contra Rússia em solo ucraniano.Biden também ameaçou, em fevereiro de 2022, em impor sanções ao gasoduto Nord Stream 2 caso a Rússia invada a Ucrânia.Por sua vez, a vice-presidente dos Estados Unidos, Kamala Harris, sugeriu a Zelensky que organizasse um governo ucraniano no exílio e um plano de sucessão.
Em dezembro de 2021, o Departamento da Defesa dos EUA concedeu à Ucrânia 60 milhões de dólares em assistência militar imediata. Em fevereiro de 2022, Antony Blinken autorizou mais 350 milhões de dólares.
Em janeiro de 2022, a CIA dos EUA informou pormenorizadamente o Governo ucraniano sobre os planos de invasão russos. O pessoal da CIA permaneceu na Ucrânia quando o resto da embaixada foi evacuado, em 12 de fevereiro de 2022, para continuar a recolher informações e a transmiti-las ao Governo ucraniano. De acordo com fontes ucranianas e norte-americanas, a CIA construiu doze bases secretas ao longo da fronteira russa que constituem o “sistema nervoso” das forças armadas ucranianas: transmitem informações sobre alvos russos a bombardear, monitorizam os movimentos russos e apoiam as suas redes de espionagem.
Em março de 2022, o presidente Joe Biden obteve autorização do Congresso para conceder US$ 13,6 mil milhões de ajuda à Ucrânia e, em abril, solicitou mais US$ 33 mil milhões de dólares, uma vez que a primeira parcela estava esgotando-se. As armas entregues ou prometidas incluem artilharia guiada, veículos blindados, defesa antiaérea e munições. Em agosto de 2023, o total da ajuda militar, financeira e humanitária dos EUA concedida à Ucrânia ascendia a US$ 112 mil milhões de dólares.
Até 2024, a metade dos meios de comunicação ucranianos tinham o governo dos Estados Unidos como sua fonte majoritária de rendimentos, e outros 35% dos meios ucranianos recebia pagamentos do dito governo.Os pagamentos são realizados pela agência governamental USAID. A volta de Donald Trump à presidência, em janeiro de 2025, paralisou temporariamente a operação da USAID.

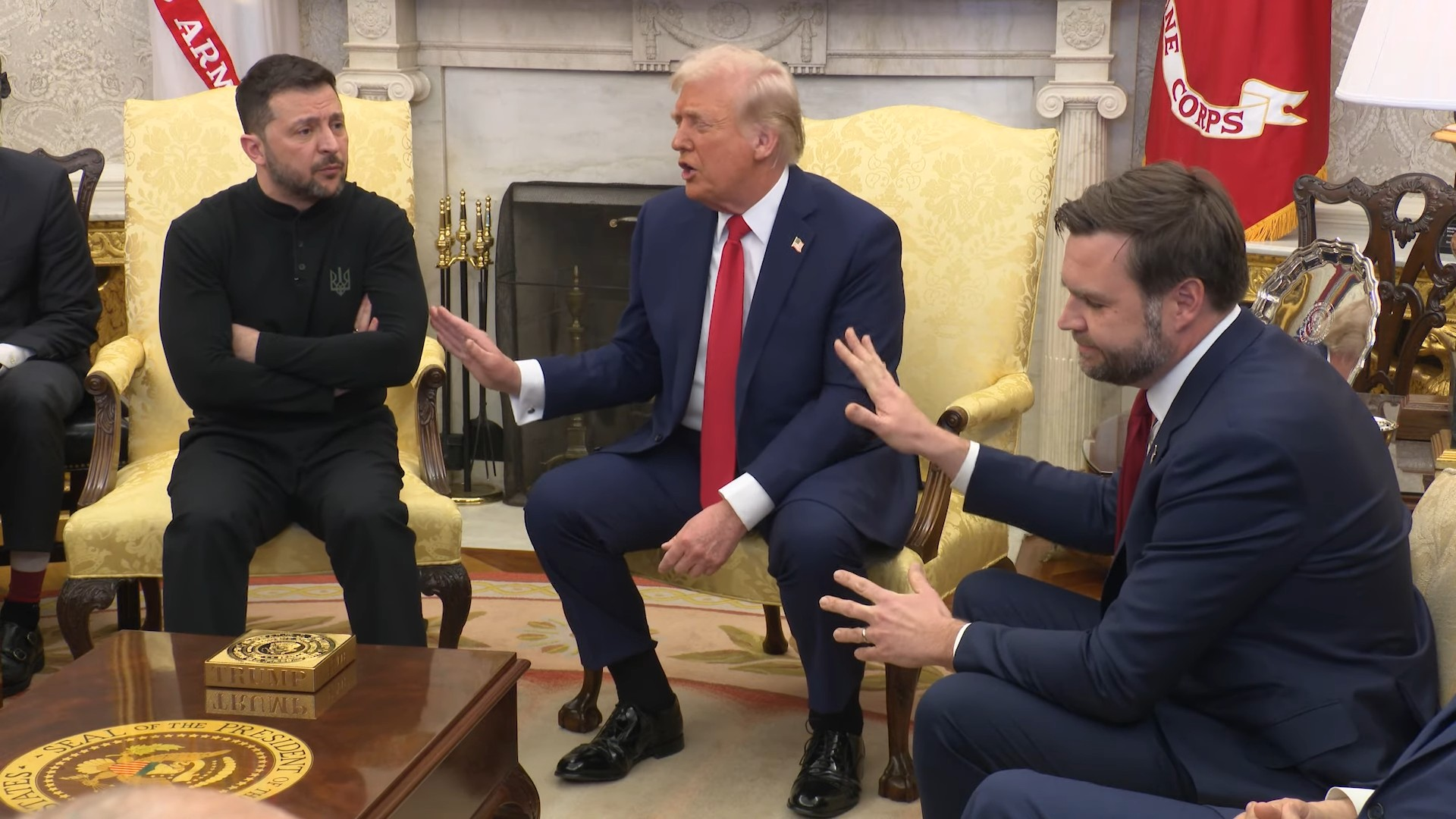
Reunião entre Trump e Zelensky no Salão Oval em fevereiro de 2025.

Em 28 de fevereiro de 2025 o presidente Volodymyr Zelensky visita a Casa Branca no que tinha planejado assinar um acordo visando a exploração de minerais em troca de um cessar-fogo imediato da guerra. O diálogo entre os dois presidentes terminou em uma discussão acalorada em frente aos meios de comunicação sobre a postura à guerra russo-ucraniana e seu possível fim, com o qual o acordo não foi assinado e o almoço foi cancelado em conjunto por parte do anfitrião.

O Kremlin assegurou que a política de Trump estava "alinhada em grande parte" com a Rússia quanto a Ucrânia. Servidores públicos russos aplaudiram a postura da administração de Trump, e o ministro das relações exteriores da Rússia, Sergey Lavrov, qualificou-o como o "primeiro, e até agora, o único líder ocidental em reconhecer o que Moscou considera a verdadeira causa da guerra". Outras figuras do Kremlin, incluindo o vice-presidente do Conselho de Segurança de Rússia, aplaudiram Trump por adotar uma postura mais intransigente à Zelensky, chegando a rotular o líder ucraniano de "ditador" por não celebrar as eleições na Ucrânia em mais de 6 anos.
No dia 4 de março, Trump suspendeu o apoio militar a Ucrânia e avaliou suspender outros serviços de ajuda.

## Missões diplomáticas
- Os  Estados Unidos possui uma embaixada em Kiev.
- A  Ucrânia possui uma embaixada em Washington D. C. e consulados-gerais em Chicago, Nova Iorque e São Francisco.

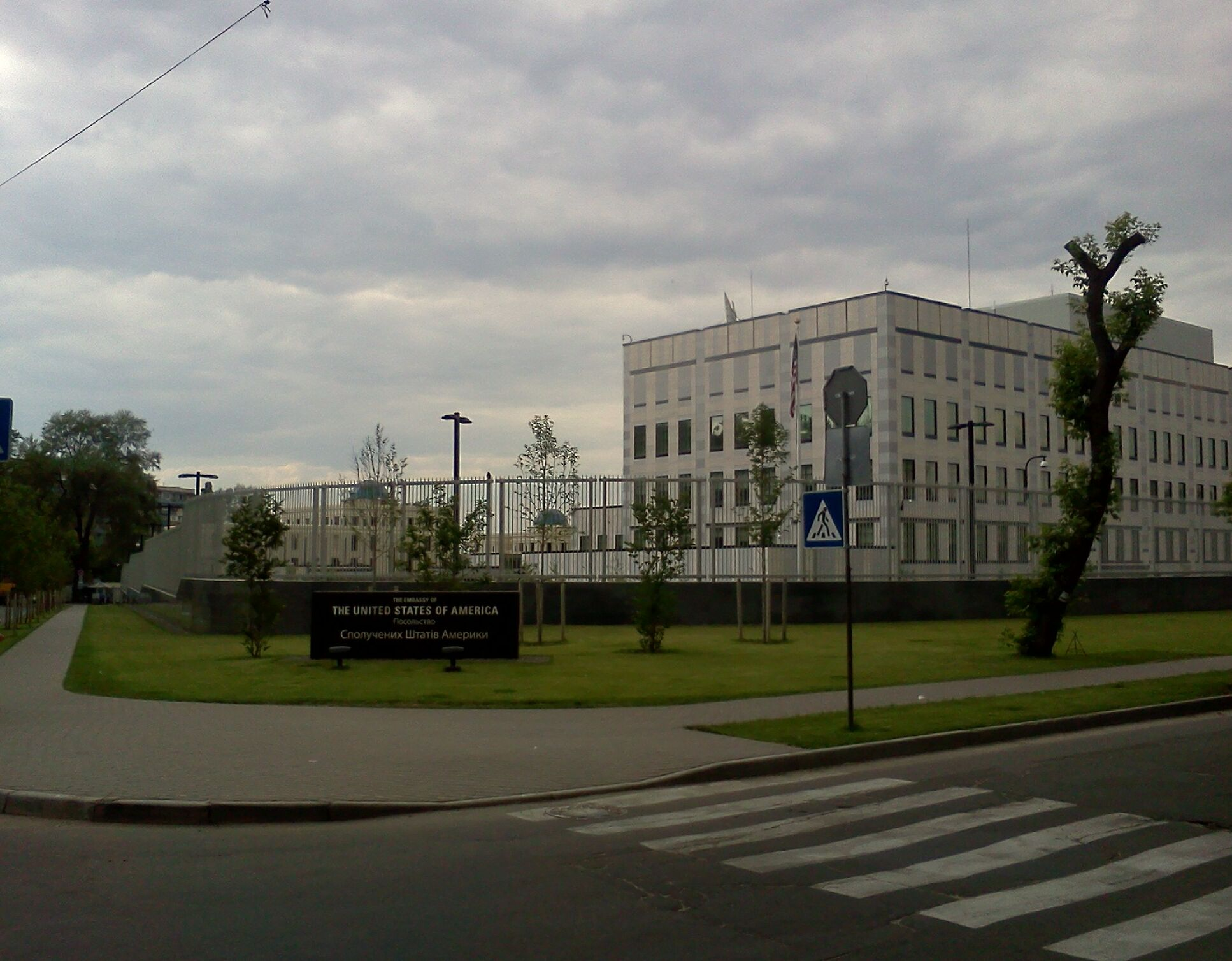
Embaixada dos Estados Unidos em Kiev
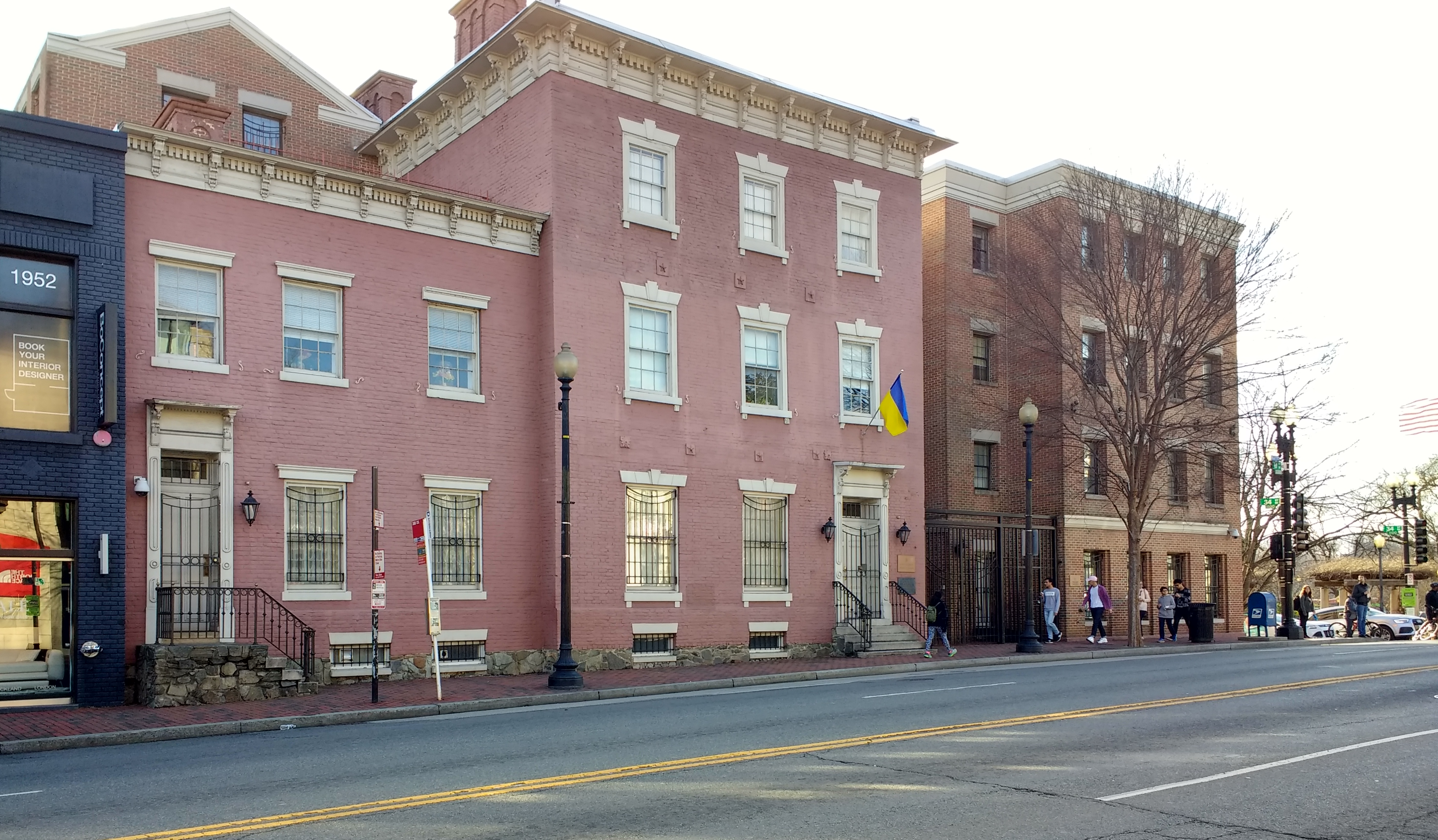
Embajada da Ucrânia em Washington, D.C.
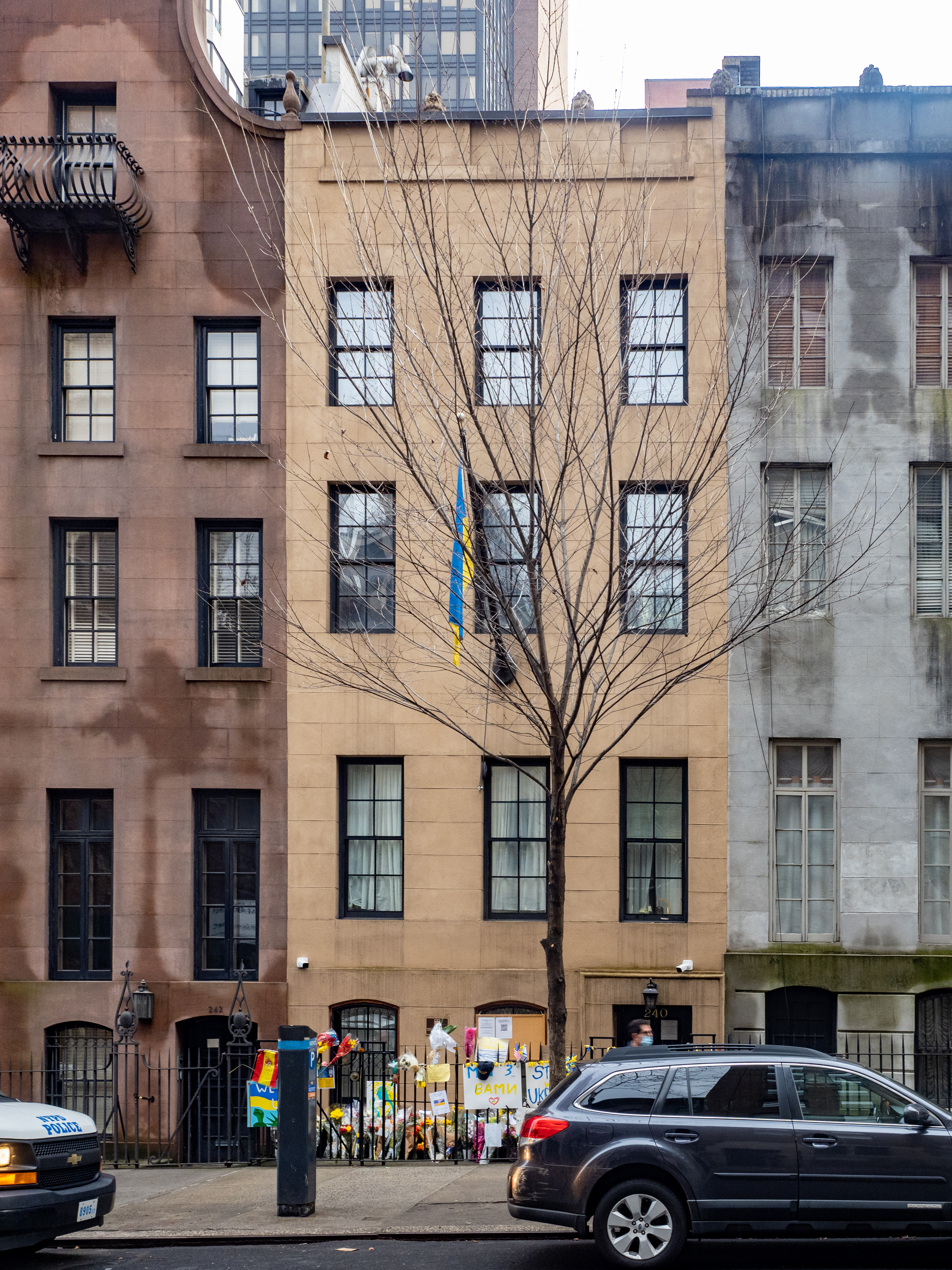
Consulado-geral da Ucrânia em Nova Iorque
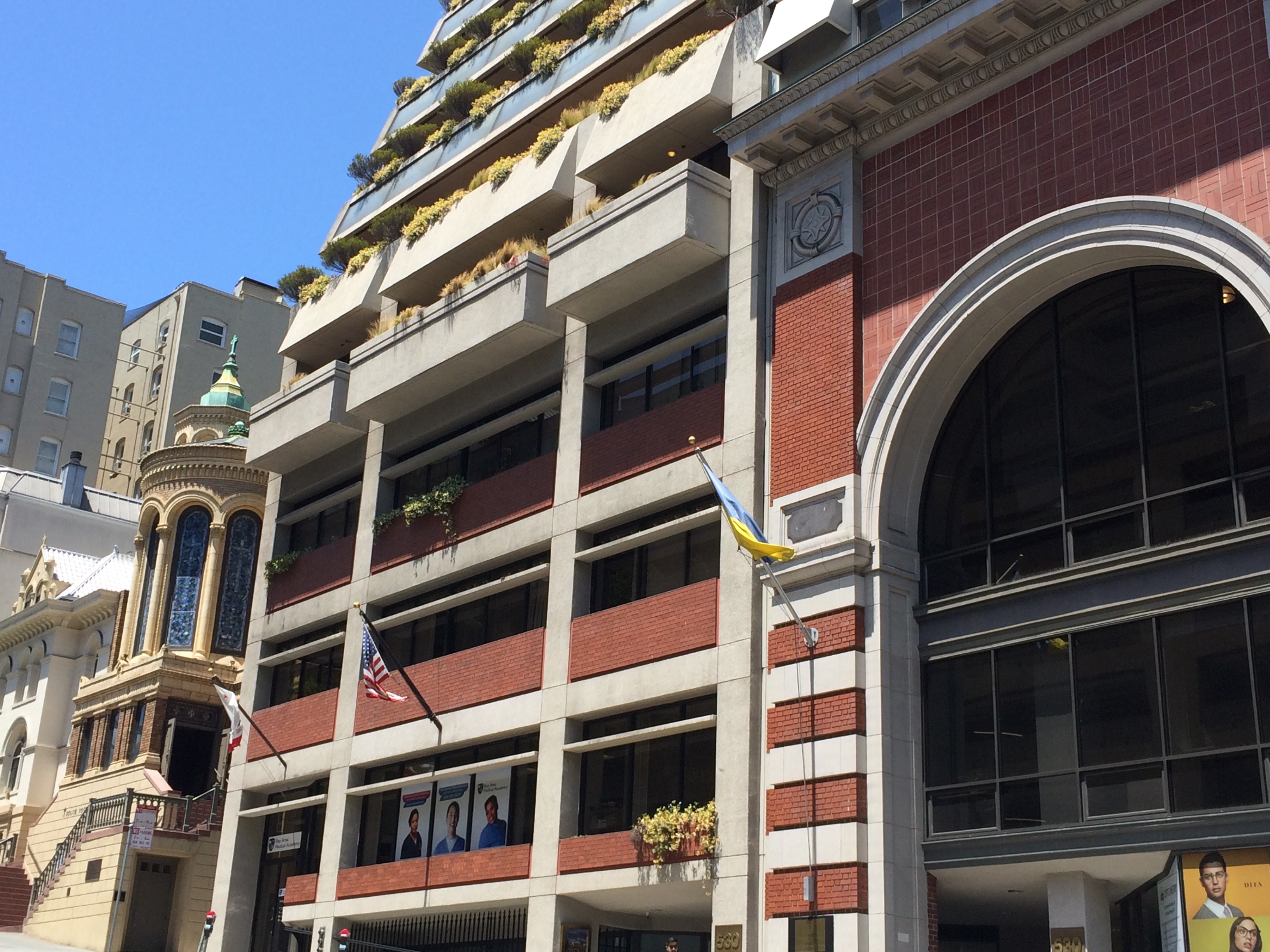
Consulado-geral da Ucrânia em SãoFrancisco